# ماریا گی
ماریا گِی (کاتالونیایی: Maria Gay؛ ۱۳ ژوئن ۱۸۷۹ – ۲۰ ژوئیهٔ ۱۹۴۳) یک خواننده متزو سوپرانو اپرا اهل اسپانیا بود. گاهی از او با نام «ماریا گِی زناتِلّو» یاد می‌شود.

## زندگی‌نامه هنری

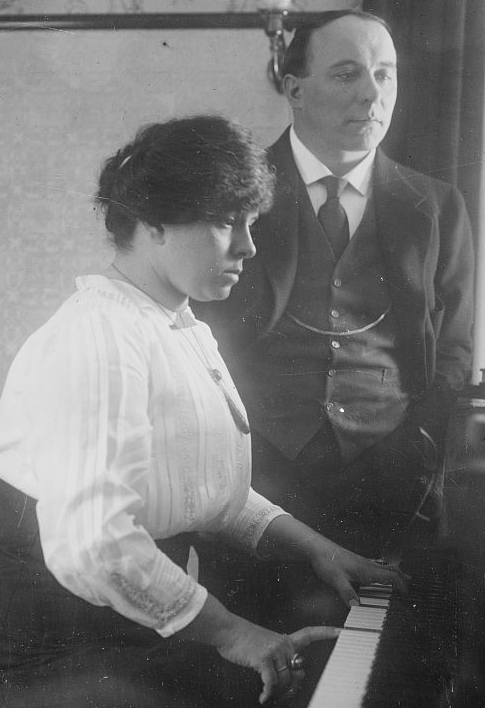
ماریا گِی

بنا بر روایات، او را در جوانی، به جُرم خواندن ترانه‌های انقلابی و میهنی، دستگیر و به زندان انداختند. ماریا در زندان هم به خواندن همان ترانه‌ها ادامه داد و آنچنان زیبا می‌خواند که به او پیشنهادِ شرکت در کلاس‌های خوانندگی اپرا و بل کانتو را دادند و او از شاگردان سوپرانوی مشهور آمریکایی «اِیدا آدینی» شد.
ماریا در سال ۱۸۹۷ میلادی با آهنگ‌ساز کاتالونیایی، «خوان گِی ئی پلانه‌یا» ازدواج کرد. پنج سال بعد، یعنی در سال ۱۹۰۲ میلادی، نخستین اجرای حرفه‌ای خود را در شهر بروکسل و در نقشِ اصلی اپرای «کارمن» (اثرِ ژرژ بیزه)، ایفا نمود. گفته می‌شود تماشاگران از اجرای او بهت‌زده و شوکه شدند: یک دخترکِ روستاییِ کولی که آتشین‌مزاج، جذاب، خشن و ناپخته است. پرتقالی را می‌خورد و هسته‌های آنرا به بیرون تف می‌کند و سپس آریای مشهور «آبانِرا» را به زیبایی هرچه تمام‌تر اجرا می‌کند.
وی در سال ۱۹۰۶ و در سالن مشهور «لا اسکالا» در میلان، هنرنمایی کرد و همان‌جا بود که خوانندهٔ تنور ایتالیایی «جووانی زناتلّو» را ملاقات کرد. این‌دو تا پایان عمر، با یکدیگر زندگی کردند؛ هرچند هرگز به‌طور رسمی با هم ازدواج نکردند و ماریا به‌طور قانونی، همسر «خوان گِی ئی پلانه‌یا» بود که در سال ۱۹۲۶ میلادی درگذشت.
ماریا چند صفحهٔ موسیقی برای کمپانی «کلمبیا رکوردز» اجرا و ضبط کرده است.
ماریا و «جووانی زناتلّو» پس از مدتی به استعدادیابی و تعلیم آواز روی آوردند که از مشهورترین افرادی که تحت آموزش آنها قرار گرفت، می‌توان به «لیلی پونس» اشاره کرد. این‌دو زوجِ هنری از سال ۱۹۳۶ میلادی در محلهٔ منهتن نیویورک سکنا گزیدند و تا پایان عمر در آنجا زندگی کردند.
ماریا گِی در ۲۰ ژوئیه ۱۹۴۳ میلادی در نیویورک درگذشت. او را در «گورستان فِرن‌کلیف» در «هارتسدیل» به خاک سپردند.